# Peridea graeseri
Peridea graeseri är en fjärilsart som beskrevs av Otto Staudinger 1892. Peridea graeseri ingår i släktet Peridea och familjen tandspinnare. Inga underarter finns listade i Catalogue of Life.